# (31850) 2000 EB22
2000 EB22 (asteroide 31850) é um asteroide da cintura principal. Possui uma excentricidade de 0.08167200 e uma inclinação de 21.13008º.
Este asteroide foi descoberto no dia 5 de março de 2000 por LINEAR em Socorro.